# James Paul Clarke
James Paul Clarke (18 de Agosto de 1854 – 1 de Outubro de 1916) foi um Senador dos EUA e o 18° Governador do Arkansas.

## Biografia
Clarke nasceu em Yazoo City, Mississippi. Seu pai morreu quando Clarke tinha sete anos e foi criado por sua mãe. Clarke frequentou escolas públicas e também a Academia Tutwilder em Greenbrier, no Alabama. Formou-se com um diploma em direito na Universidade da Virgínia em 1878. Clarke foi aceito na Ordem em 1879 e exerceu direito em Helena, Arkansas.

## Carreira
Clarke exerceu como membro da Câmara dos Representantes do Arkansas de 1886 até 1888. Tornou-se membro do Senado do Arkansas de 1888 até 1892 e exerceu como presidente do Senado em 1891.

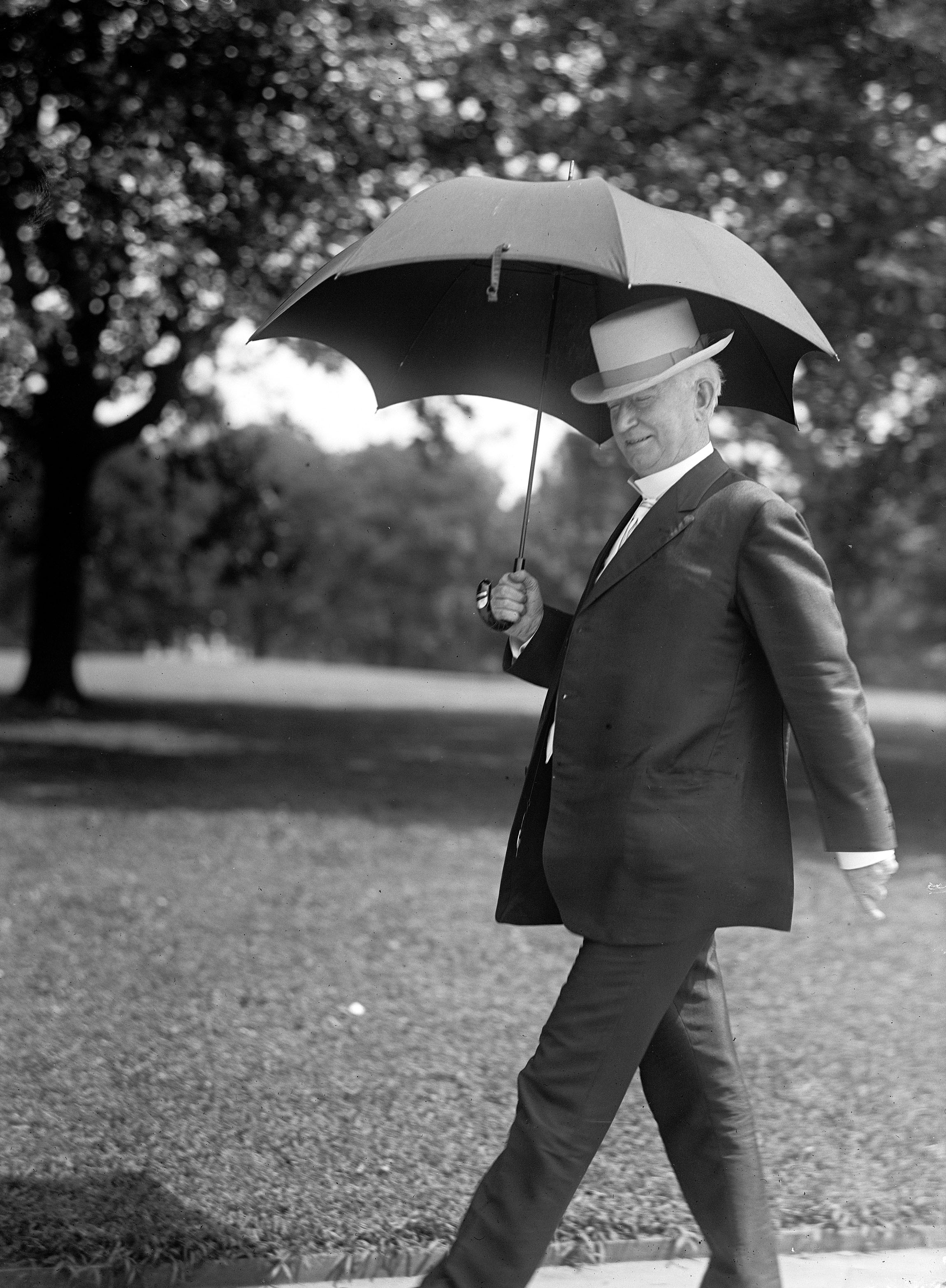
James Paul Clarke

Clarke foi eleito Procurador-Geral do Arkansas e exerceu de 1892 até 1894. Exerceu como Governador do Arkansas de 1895 até 1897. Clarke dedicou-se a "defender a supremacia branca como base do Partido Democrata. 'O povo do Sul', disse em seu discurso de encerramento da eleição, 'Olhei para o partido Democrata para preservar os padrões brancos da civilização'. Clarke derrotou facilmente seus oponentes".
Seu mandato foi amplamente um fracasso e sua legislação para encerrar as lutas e criar mandatos de quatro anos para oficiais do estado não foi para frente. Depois de deixar o cargo em 1897, mudou sua residência permanente para Little Rock, Arkansas, e exerceu advocacia.
Clarke foi eleito para o Senado dos Estados Unidos em 1903 e exerceu até sua morte em 1916. Exerceu como Presidente pro tempore do Senado dos Estados Unidos durante o sexagésimo terceiro e o sexagésimo quarto Congressos.

## Morte e legado
Clarke morreu em Little Rock, Arkansas. Está sepultado no Cemitério Oakland em Little Rock.
A estátua de Clarke é uma das duas estátuas que foi apresentada pelo Estado do Arkansas à National Statuary Hall Collection no Capitólio dos Estados Unidos. Em 2019, foi tomada a decisão de substituir sua estátua, e a de Uriah Milton Rose, com estátuas de Johnny Cash e Daisy Lee Gatson Bates. No caso de Clarke, a razão apresentada é "suas crenças racistas". O próprio tataraneto de Clarke, ex-legislador estadual do Arkansas Clarke Tucker, em um artigo de 2018 apoiou fortemente a substituição da estátua de Clarke: "Espero que uma das novas estátuas seja de Daisy Bates ou um membro do Little Rock Nine".